# الخطوط الجوية الباكستانية الرحلة 8303
في 22 مايو 2020، تحطمت رحلة داخلية للخطوط الجوية الباكستانية في منطقة سكنية في كراتشي. كانت الطائرة وهي من نوع إيرباص A320، التي يعتقد أنها تقل ما بين 90  و 99 راكبًا، تعمل في الرحلة 8303  من لاهور إلى مطار جناح الدولي.
أفادت بي بي سي أن باكستان سمحت باستئناف الرحلات الجوية الدولية ، بعد تعليقها خلال اندلاع أزمة جائحة فيروس كورونا ، قبل بضعة أيام فقط.